# Билско језеро
Билско језеро (фр. Lac de Bienne) је једно од језера у западној Швајцарској. Налази се на надморској висини од 429 метара, у сливу реке Аре. Од југозапада ка североистоку је издужено 15,5 км, а широко 4,5 км. У јужном делу језера налази се уско и издужено
полуострво Ст Петерс.
Западна обала је скоро праволинијска и често подзидана, јер уз језеро води пут Нојшател—Бил, с којим паралелно иде и железничка пруга. Источна обала је разуђенија и слабије насељана.
У језеро се се улива река Ара у Зил канал, који полази из северног дела Нојшателског језера. Из језера истиче Ара, па је тако оно проточно, што је значајно за чистоћу воде.
Главни туристички центри поред Билског језера су: Бил, Нидау и Ерлах.